# Зихель, Натаниэль
Натаниэль Зихель (нем. Nathaniel Sichel; 8 января 1843, Майнц — 4 декабря 1907, Берлин) — немецкий исторический и портретный живописец.

## Биография

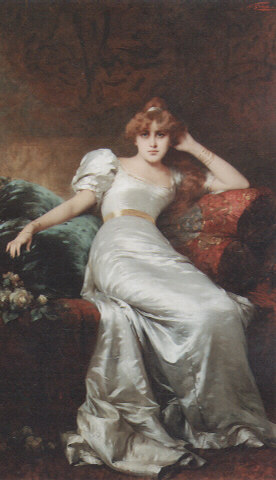
«Элегантная красавица»

Родился 8 января 1843 года в Майнце. Учился в Берлинской академии художеств, где его главным наставником был Юлиус Шрадер.
В девятнадцать лет написал картины «Филипп Великодушный на могиле своей супруги» и «Иосиф истолковывает фараону его сны». Проведя два года в Риме, он написал там полотна «Филипп II арестовывает дона Карлоса» и «Прощание Марии Стюарт с Мельвилем», после чего в течение года работал в Париже. Посетив разные города Германии с целью изучения в них портретной живописи, Зихель поселился в Париже, позже в Берлине. Энциклопедия Брокгауза и Ефрона называла лучшими произведениями Зихеля «Франческу да Римини» (1876) и «Кардинала Гиза, в Риме, перед полученной им головой адмирала Колиньи», отмечая в них «приятный колорит, исправный рисунок и уменье драматизировать сложные композиции», — однако сегодня более известны женские портреты Зихеля в ориентальном стиле (один из наиболее известных — «Альмея»).
Умер 4 декабря 1907 года в Берлине.